# Trautnerviridae
Trautnerviridae ist eine im Jahr März 2025 als Familie eingerichtete Gruppe von Viren mit Kopf-Schwanz-Aufbau vom Morphotyp B (Siphoviren).
Ihre Wirte sind Bakterien der Familie Flavobacteriaceae, was sie als Bakteriophagen, speziell Flavophagen, klassifiziert.

## Beschreibung
Der älteste bekannte Vertreter der Familie Trautnerviridae, Bacillus-Phage SPP1 (alias Subtilis Phage Pavia 1), wurde bereits 1966 isoliert und 1997 sequenziert (mit einer Korrektur von 2018). Er ist bis heute Gegenstand zahlreicher morphologischer und physiologischer Studien, auch wenn er lange – bis zur Einrichtung der Familie unklassifiziert blieb. Innerhalb der Familie wurde er dann der zu diesem Zeitpunkt neuen Gattung Rivavirus zugeordnet, die zusammen mit der Gattung Splendidredvirus (exemplarischer Phage SplendidRed) die ebenfalls neue Unterfamilie Polsinellivirinae bildet.
Die Familie wurde als Ergebnis detaillierter genomischer, proteomischer und phylogenetischer Analysen unter Verwendung von VIRIDIC, ViPTree und VirClust vorgeschlagen und dann seitens des International Committee on Taxonomy of Viruses (ICTV) bestätigt.
Ihre Gründungsmitglieder sind alle vom Morphotyp der Siphoviren, ihr dsDNA-Genom hat eine Länge von 42,8–46,3 kbp (Kilobasenpaare) bei einem G+C-Gehalt von 43,7–44,6 mol%. Ihr Genom kodiert für 74 bis 77 Proteine, aber keine tRNAs.

### GattungRivavirus

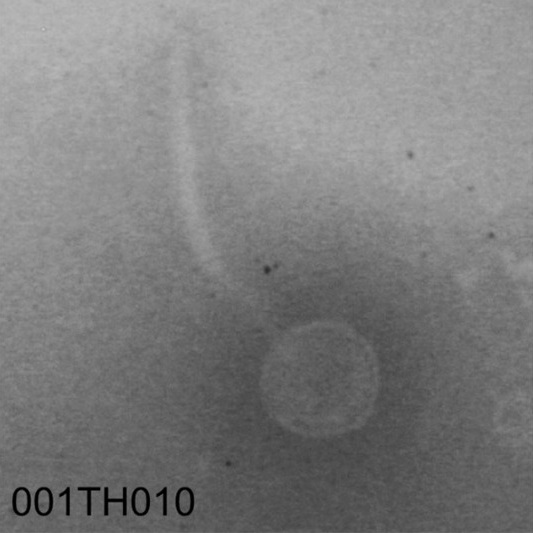
TEM-Aufnahme von Baccillus-Phage 000TH010 (Rivavirus rv000TH010).

Die Virionen (Viruspartikel) von Bacillus-Phage SPP1 haben ein isometrisch-ikosaedrisches Kapsid mit einem Durchmesser von 61 nm und einem 190 nm langen nicht-kontraktilen Schwanz. Das Doppelstrang-DNA-Genom dieses Phagen hat eine Länge von 44.016 bp. Das im Kapsid verpackte DNA-Moleküle ist endständig redundant (terminally redundant) und teilweise zirkulär permutiert (circular permutation, vergleiche Grimontviridae, Madisaviridae, Saparoviridae, Vertoviridae und die Zobellviridae-Gattung Citrovirus).
Dies wird als Ergebnis eines headful packaging angesehen. Bei diesem Mechanismus wird so viel replizierte DNA in den Phagenkopf (Kapsid) der neu erstellten des Virionen ‚gestopft‘ wird, bis dieser voll ist, anstatt jedes Virion mit einer exakten 1:1-Kopie der DNA-Sequenz zu füllen; vgl. Salmonella-Phage P22: §Genom.
Bisher (Stand April 2025) nicht bestätigt sind der aus Erde isolierte Phage 41c, der von Dale C. Birdsell und James A. Hoch isolierte Bacillus-Phage rho15 (ρ15) und der aus Gartenerde isolierte Phage SF6 sind genetisch eng mit SPP1 verwandt, wie durch DNA-Hybridisierung nachgewiesen wurde. Die mit SPP1 ebenfalls verwandten Phagen Lurz2 und Lurz3 wurden aus dem Bodenkompost des Gartens des an den Studien beteiligten Forschers Rudi Lurz in Berlin (Deutschland) isoliert. Die DNA-Sequenzierung der Terminase-Gene zeigte die Verwandtschaft von SPP1 mit den Lurz2, Lurz3 und 41c.
Véronique A. Delesalle et al. isolierten und sequenzierten (wie 2022 berichtet) die Bacillus-Phagen 049ML00 und 000TH010 (sowie den noch unbestätigten Phagen 049ML003) aus dem Boden von Arizona (USA).

### GattungProspektnaukivirus
Das erste Virus dieser Gattung, Bacillus-Phage vB_BcM_Sam112, wurde am G.-K.-Skryabin-Institut für Biochemie und Physiologie von Mikroorganismen in Puschtschino (Oblast Moskau) identifiziert, ebenso der bislang (Stand April 2025) unbestätigte Bacillus-Phage vB_BcM_Sam46. Sie wurden von O. Kazantseva, E. Piligrimova et al. als Prophagen von Bacillus cereus VKM B-370 identifiziert.

### GattungSplendidredvirus
Das exemplarische Virus der Gattung, Bacillus-Phage vB_BspS_SplendidRed (kurz SplendidRed), wurde von Yoga Aji Handoko et al. 2019 in seinem Bacillus-Wirt entdeckt, der aus verfaulten roten Chilifrüchten (Capsicum annuum L.) isoliert wurde. Diese stammten von einer Red-Chili-Plantage im Dorf Getasan (Regierungsbezirk Semarang, etwa 10 km südlich des Sees Danau Rw. Pening), Zentraljava, Indonesien.

### UnterfamiliePolsinellivirinae
Die den Gattungen Rivavirus und Splendidredvirus zugeordneten lytischen Bacillus-Phagen zeigten sich hinreichend verwandt, um in einer Unterfamilie zusammengefasst zu werden. Im Durchschnitt haben diese Gründungsmitglieder der Unterfamilie eine Genomlänge von 44,4 kbp (Kilobasenpaare) bei einem G+C-Gehalt von 44,1 mol% und kodieren für 84 Proteine (keine tRNAs).
Sie teilen sich 44 homologe Proteine (entsprechend 45,4 % konservierte Proteine).

## Systematik
Die Systematik der Trautnerviridae ist nach International Committee on Taxonomy of Viruses (ICTV) mit Stand 3. Mai 2025 (MSL#40v1), ergänzt um einige unbestätigte Vorschläge in doppelten Anführungszeichen wie folgt:
Familie Trautnerviridae
- Unterfamilie Polsinellivirinae
  - Gattung Rivavirus (SPP1-like viruses)
    - Spezies Rivavirus rv000TH010, mit
      - Bacillus-Phage 000TH010[4]

– Fundort: Boden, Arizona (USA)
    - Spezies Rivavirus rv049ML001, mit
      - Bacillus-Phage 049ML001[4]

– Fundort: Boden, Arizona (USA)
    - Spezies Rivavirus SPP1, mit
      - Bacillus-Phage SPP1 alias Subtilis Phage Pavia 1[16][17][18][19]

– Wirt: Bacillus subtilis
– Fundort: aus dem Boden des Botanischen Gartens der Universität Pavia, Italien, 1966 von Silvano Riva & Mario Polsinelli isoliert[3]
    - Spezies „Bacillus-Phage 049ML003“[4]
– Fundort: Boden, Arizona (USA)
    - Spezies „Bacillus-Phage 41C“
– Fundort: Erde
    - Spezies „Bacillus-Phage Lurz2“
– Fundort: Bodenkompost eines Gartens in Berlin (Deutschland)
    - Spezies „Bacillus-Phage Lurz3“
– Fundort: Bodenkompost eines Gartens in Berlin (Deutschland)
    - Spezies „Bacillus-Phage rho15“ (ρ15)[7][5]
    - Spezies „Bacillus-Phage SF6“[8][9][5]
– Wirt: Bacillus subtilis
– Fundort: Gartenerde

  - Gattung Splendidredvirus
    - Spezies Splendidredvirus ray17, mit
      - Bacillus-Phage Ray17

– Wirt: Bacillus amyloliquefaciens
– Fundort: Boden, USA
    - Spezies Splendidredvirus splendidred, mit
      - Bacillus-Phage vB_BspS_SplendidRed (kurz SplendidRed)

– Wirt: Bacillus sp.
– Fundort: mit dem Wirt in verfaulten roten Chilifrüchten (Capsicum annuum L.) von einer Red-Chili-Plantage im Dorf Getasan, Regierungsbezirk Semarang, ca. 10 km südlich des Sees Danau Rw. Pening[12], Zentraljava, Indonesien[13]
- ohne zugewiesene Unterfamilie
  - Gattung Prospektnaukivirus
    - Spezies Prospektnaukivirus sam112, mit
      - Bacillus-Phage vB_BcM_Sam112

– Wirt: Bacillus cereus VKM B-370[10]
    - Spezies „Bacillus-Phage vB_BcM_Sam46“
– Wirt: Bacillus cereus VKM B-370[11]

## Namensherkunft (Etymologie)
- Mit dem Namen der Familie Trautnerviridae wird der deutsche Molekularbiologe Thomas A. Trautner (1932–2023) geehrt. Er hatte jahrzehntelang am Phagen SPP1 und anderen Phagen der Familie geforscht; der Suffix ‚-viridae‘ kennzeichnet Virusfamilien.[2][3]

- Mit dem Namen der Unterfamilie Polsinellivirinae wird der italienische Genetiker Mario Polsinelli (1924–2021)[20] Mit seinen Studien hatte er den Übergang von der klassischen Genetik zur heutigen Genomik den Weg gebahnt. Nach dem Studium der Landwirtschaft hatte er sich mit Genetik und Mikrobiologie zunächst an der Universität Pavia und später an der Universität Florenz beschäftigt. Sein Forschungsbereich waren die Genetik von Mikroorganismen, Pilzen und Bakterien.[21] Der Suffix ‚-virinae‘ kennzeichnet Virusunterfamilien.

- Die Gattung Prospektnaukivirus ist benannt nach der Straße Prospekt Nauki in Puschtschino (Oblast Moskau 142290), in der das G.-K.-Skryabin-Institut für Biochemie und Physiologie von Mikroorganismen seinen Sitz hat (Hausnummer 5), in dem der erste Vertreter, der Bacillus-Phage vB_BcM_Sam112 identifiziert wurde.[3]

- Die Gattung Rivavirus ist zu Ehren von Silvano Riva (geb. 1939 in Mailand, Italien) benannt. Nach einem Abschluss in Physik an der Universität Mailand (1962) ging er zunächst ans Institut für Genetik an der Universität Pavia (1964–1967). Spätere Stationen seiner Laufbahn waren die Abteilung für Biophysik an der Universität von Chicago (1968–1969), die Abteilung für Genetik an der Universität Stanford (1969–1970). 1970 bis 1972 war er leitender Forscher bei Lepetit Pharma Com (Mailand). Ab 1972 war er Forscher beim italienischen Nationalen Forschungsrat, ab 1990 als Forschungsdirektor. 1987 bis zur Pensionierung 2007 war er Direktor des Instituts für Molekulargenetik in Pavia. Seit 2008 ist er Präsident der Stiftung Adriano Buzzati-Traverso.[3]

- Die Bezeichnung der Gattung Splendidredvirus verweist auf den exemplarischen Bacillus-Phagen SplendidRed, isoliert in Bacillus-Bakterien auf verfaulten Früchten von Rotem Chili (Red Chili, Capsicum annuum) in Zentraljava (Indonesien).

## Weiterführende Literatur
- Maximilian Zinke, Katrin A. A. Sachowsky, Carl Öster, Sophie Zinn-Justin, Raimond Ravelli, Gunnar F. Schröder, Michael Habeck, Adam Lange: Architecture of the flexible tail tube of bacteriophage SPP1. In: Nature Communications Band 11, Nr. 5759, 13. November 2020; doi:10.1038/s41467-020-19611-1 (englisch).